# Caio Joshua Lana de Andrade
Caio Joshua Lana de Andrade (Rio de Janeiro, 26 de maio de 2007), mais conhecido como Joshua, é um futebolista brasileiro que atua como meia-atacante. Atualmente joga no Flamengo, onde se destacou nas categorias de base antes de ser promovido ao elenco principal em 2025.

## Carreira

### Categorias de Base
Joshua ingressou nas categorias de base do Flamengo aos 10 anos de idade. Passou por todas as divisões juvenis do clube, destacando-se como um dos principais talentos da geração 2007. Em 2024, foi peça fundamental do time sub-20 que conquistou a Copa SP e a Copa Libertadores Sub-20, chamando a atenção da comissão técnica do profissional.

### Flamengo
Promovido ao elenco principal em janeiro de 2025, Joshua estreou pelo Flamengo na terceira fase da Copa do Brasil contra o Botafogo-PB, marcando o gol da vitória por 1–0. Sua estreia no Brasileirão ocorreu em abril de 2025, contra o Vasco, entrando no segundo tempo.

## Estilo de Jogo
Joshua é conhecido por sua visão de jogo, drible curto e capacidade de finalização. Comparado a Arrascaeta pela habilidade de decidir jogos no ataque, atua principalmente como meia-central, mas também pode jogar pelas pontas.

### Clube
| Clube             | Temporada         | Campeonato Nacional | Copas Nacionais | Competições Continentais | Outros Torneios | Total |
| ----------------- | ----------------- | ------------------- | --------------- | ------------------------ | --------------- | ----- |
| Flamengo          | 2025              | 0                   | 1               | 0                        | 0               | 1     |
| Total na carreira | Total na carreira | 0                   | 1               | 0                        | 0               | 1     |

## Títulos

### Flamengo
- Copa SP: 2024
- Copa Libertadores Sub-20: 2024

1. ↑  «Joshua brilha em estreia pelo Flamengo». vgnoticias.com. 2 de maio de 2025